# Gabriele Schor
Gabriele Schor (Viena, 17 de abril de 1961) es una publicista austríaca, escritora, crítica de arte, coleccionista, mentora y directora de la colección Verbund, en ella ha reunido cientos de trabajos de mujeres artistas internacionales, especializada en las vanguardias feministas de los años 70.

## Vida y trabajo
Schord estudió filosofía y obtuvo su doctorado sobre el escultor Alberto Giacometti. Primero trabajó en la Tate Gallery  de Londres ; En 1996, comisarió una exposición de Barnett Newman en la Staatsgalerie Stuttgart y la Albertina en Viena. Trabajó como corresponsal y crítica de arte para la Neue Zürcher Zeitung en Viena durante siete años. Al mismo tiempo, fue profesora de arte moderno y crítica de arte en las universidades de Graz , Salzburgo y Viena. Desde 2004, Gabriele Schor es directora y fundadora de la colección Verbund en Viena, centrándose en la "vanguardia feminista de la década de 1970". Schor acuñó el término "vanguardia feminista" y lo introdujo en el discurso histórico-artístico para enfatizar los logros pioneros de estas artistas de los años setenta. Junto con numerosos científicos y curadores, publicó monografías de artistas. En enero de 2012, publicó el catálogo razonado sobre los primeros trabajos de Cindy Sherman, esta publicación se creó en estrecha colaboración con Sherman.

## Vanguardia feminista
Gabriele Schor desarrolló una serie de exposiciones con este mismo nombre. Schor  ha destacado este fenómeno importante en la historia del arte en la década de 1970 en un período en el que las mujeres reivindicaron su posición y reconocimiento en la sociedad.  Las artistas que recrearon su propia y la autodeterminada imagen de mujeres en un mundo artístico dominado por hombres. Estas artistas reflejaron, comentaron y transformaron modelos de roles femeninos estereotipados y expectativas sociales de las mujeres en su trabajo. A menudo utilizan nuevos (re) medios y formas de arte como fotografía, cine experimental, videoarte, performance y acción, collage e instalaciones. A partir de la década de 1960, las mujeres comenzaron a hacerse escuchar en público, se reunieron para  hacer acciones performativas y  trabajaron juntas en parte artísticamente y organizaron sus propias exposiciones. La vanguardia feminista, renunció a la imagen tradicional de la mujer  y cuestionó en el arte y la sociedad, la percepción externa y propia de la mujer en cuestión y desarrolló nuevas imágenes de la mujer, con las cuales podrían identificarse.  Los temas incluyeron asignaciones de roles como madre, ama de casa y esposa, sexualidad femenina y cuerpo, y violencia contra la mujer. Pero también en cuestiones políticas del mundo tales como la guerra de Vietnam.
La exposición celebrada en Barcelona en el Centro de Cultura Contemporánea en el año 2019, acogió una gran parte de su colección a la que integró a varias artistas catalanas como Eugenia Balcells, Eulalia Grau, Fina Miralles, Angels Ribé entre otras.

## Exposiciones internacionales
- Héroe junto con el agua. Arte de SAMMLUNG VERBUND, Viena, MAK Museum of Applied Arts, Viena (2007)
- Suyun Bir Arada Tuttugu. Composite Kleksiyou'ndan Sanat, héroe junto con el agua. Arte del SAMMLUNG VERBUND, Viena, Museo Istanbul Modern, Estambul (2008)
- Donna: Avanguardia femminista negli anni '70 , Galleria Nazionale d'Arte Moderna , Roma (2010)
- Birgit Jürgenssen - Primera retrospectiva. Banco de Cooperación Austria Kunstforum / SAMMLUNG VERBUND, Viena (2010/2011)
- espacios abiertos | lugares secretos Obras de SAMMLUNG VERBUND, Viena, Museum der Moderne Salzburg (2012)
- Cindy Sherman. Los primeros trabajos 1975-1977 , Centre de la photograph genève (2012)
- MUJER. La vanguardia feminista de los años 70, FotoEspana, Círculo de Bellas Artes, Madrid (2013).[6][7]
- Cindy Sherman. Los primeros trabajos 1975-1977 , Art Merano, Italia (2013)
- MUJER. La vanguardia feminista de los años setenta. Obras de la colección COLECCIÓN VERBUND, Viena, Centro de Bellas Artes BOZAR, Bruselas (2014)
- MUJER. La vanguardia feminista de los años setenta. Obras de la colección COLECCIÓN VERBUND, Viena, Mjellby Konstmuseum, Halmstadgruppens Museum, Suecia (2014)
- Francesca Woodman / Birgit Jürgenssen. Obras de SAMMLUNG VERBUND, Viena , Art Merano, Italia (2015)
- La vanguardia feminista de los años setenta. Trabajos de SAMMLUNG VERBUND, Viena, Hamburger Kunsthalle , Hamburgo (2015)[8]
- espacios abiertos | lugares secretos Obras de SAMMLUNG VERBUND, Viena, BOZAR Centro de Bellas Artes, Bruselas (2016)
- La vanguardia feminista de los años setenta. Obras de la colección COLECCIÓN VERBUND, Viena, The Photographer Gallery , Londres (2016-2017)[9]
- La vanguardia feminista de los años setenta. Obras de SAMMLUNG VERBUND, Viena , museo MUMOK de la fundación de arte moderno Ludwig, Viena (2017)[10][11]
- Vanguardia feminista de la década de 1970 del Sammlung Verbund, Viena , Centro de Arte y Tecnología de Medios (ZKM), Karlsruhe (2017/18) ][12]
- MUJER. La vanguardia feminista de los años setenta. Obras de la colección COLECCIÓN VERBUND, Viena , Stavanger Art Museum (2018)[13][14]
- Vanguardia feminista / Arte de la década de 1970, COLLECTION VERBUND Collection, Viena , La Casa de las Artes de Brno, Brno (2018/2019)[15]
- Vanguardia feminista / Arte de la década de 1970, COLLECTION VERBUND Collection, Viena . En el Centro de Cultura Contemporánea de Barcelona CCCB (2019)[4]

## Exposiciones en la Galería Vertical, Viena
- Double Face, obras de SAMMLUNG VERBUND, Viena ( 2008)
- Birgit Jürgenssen, trabajos de SAMMLUNG VERBUND, Viena ( 2009)
- Inmuebles, obras de SAMMLUNG VERBUND, Viena ( 2010)
- Préstamo Nguyen - Principio Zartgefühl, obras de SAMMLUNG VERBUND, Viena ( 2011)
- Cindy Sherman. Los primeros trabajos 1975-1977, obras de SAMMLUNG VERBUND, Viena ( 2012)
- espacios abiertos | lugares secretos Obras de SAMMLUNG VERBUND, Viena ( 2013)
- Francesca Woodman. Obras de SAMMLUNG VERBUND, Viena ( 2014)
- mi mundo privado . Obras de SAMMLUNG VERBUND, Viena ( 2014)
- Renate Bertlmann. Amo Ergo Sum. Obras de SAMMLUNG VERBUND, Viena ( 2016)
- Louise Lawler. ELLA ESTÁ AQUÍ. Obras del SAMMLUNG VERBUND, Viena. (2018/19)

## Autora y editora
- con Ulrike Gauss : Barnett Newman - Die Druckgraphik 1961-1969. Hatje Cantz, Ostfildern 1996, ISBN 3-7757-0605-4
- Héroe junto con el agua. Arte del SAMMLUNG VERBUND, Viena. Hatje Cantz, Ostfildern 2007, ISBN 978-3-7757-1952-0
- con Abigail Solomon-Godeau: Birgit Jürgenssen / COLLECTION VERBUND, Viena. Hatje Cantz, Ostfildern 2009, ISBN 978-3-7757-2460-9 .
- Donna: Avanguardia Femminista Negli Anni '70 dalla COLECCIÓN VERBUND di Vienna. Mondadori Electa, Milán 2010, ISBN 978-88-370-7414-2
- con Heike Eipeldauer: Birgit Jürgenssen. Prestel, Munich 2011, ISBN 978-3-7913-5103-2
- Cindy Sherman. Los primeros trabajos 1975-1977. Catálogo razonado. Hatje Cantz, Ostfildern 2012, ISBN 978-3-7757-2980-2
- Espacios abiertos, espacios secretos. Obras del SAMMLUNG VERBUND, Viena . Museo de modernidad de Salzburgo Mönchsberg Verlag, 2013, ISBN 978-3-86335-266-0
- con Elisabeth Bronfen (Hrsg.): Francesca Woodman. Obras del SAMMLUNG VERBUND . Editor de la librería Walther King, Colonia 2014, ISBN 978-3-86335-352-0
- La vanguardia feminista. Arte de los años 70 del SAMMLUNG VERBUND, Viena . Prestel Verlag, Munich 2015, ISBN 978-3-7913-5445-3
- con Jessica Morgan (ed.): Renate Bertlmann. Obras 1969-2016. Un programa político subversivo Prestel Verlag, Munich 2016, ISBN 978-3-7913-5530-6
- Espacios abiertos, espacios secretos. Obras del SAMMLUNG VERBUND , Viena. BOZAR BOOKS & COLLECTION VERBUND, Viena 2016, ISBN 978-90-74816-50-2
- Reedición ampliada: la vanguardia feminista. Arte de los años 70 del SAMMLUNG VERBUND, Viena . Prestel Verlag, Múnich 2016 ISBN 978-3-7913-5627-3
- La vanguardia feminista, el arte de los años setenta. La colección COLECCIÓN VERBUND, Viena. Prestel Verlag, Munich 2016, ISBN 978-3-7913-5446-0[16]
- Louise Lawler. Seleccionado y relacionado. Obras de Louise Lawler adquiridas por la COLLECTION VERBUND Collection, Vienna & Others. Aviso de la librería Walter König, Colonia 2018 ISB 978-3-96098-451-1